# OuiShare
Ouishare est une association loi de 1901 fondée en janvier 2012 à Paris. Le projet s’est structuré à partir de l’automne 2011 autour d’un petit groupe de personnes intéressées par l’économie collaborative, qui avait commencé à se réunir mensuellement à Paris pour des « dîners-partage ». En septembre 2012, la « Ouishare TV » est lancée (en anglais) fermé par la suite en 2017. En mai 2015 l'association publie "Société Collaborative, la fin des hiérarchies"

## Présentation

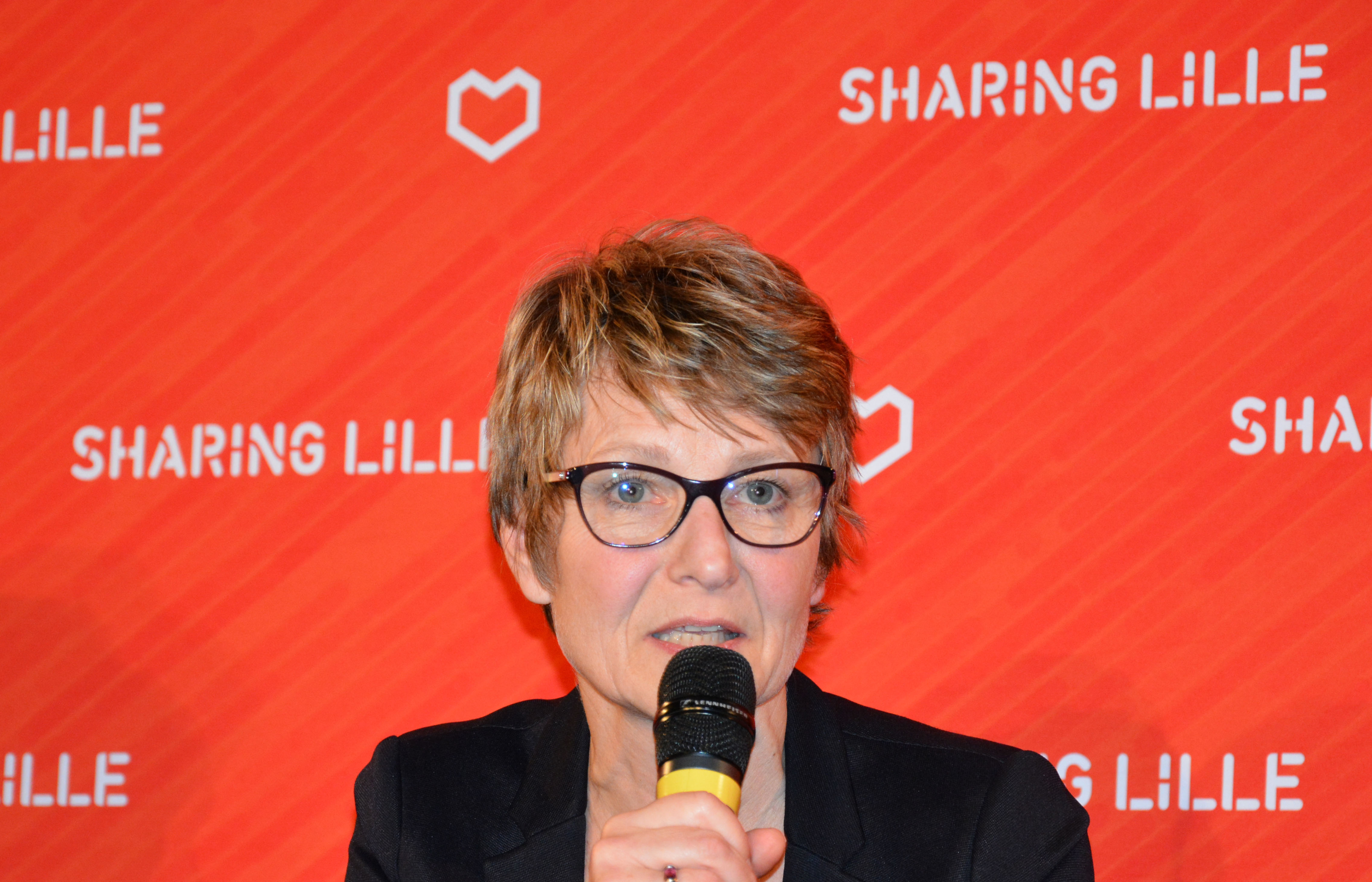
Marie-Caroline Bonnet-Galzy du Commissariat général à l'égalité des territoires (CGET),

L'association a structuré ses activités en 4 pôles : 

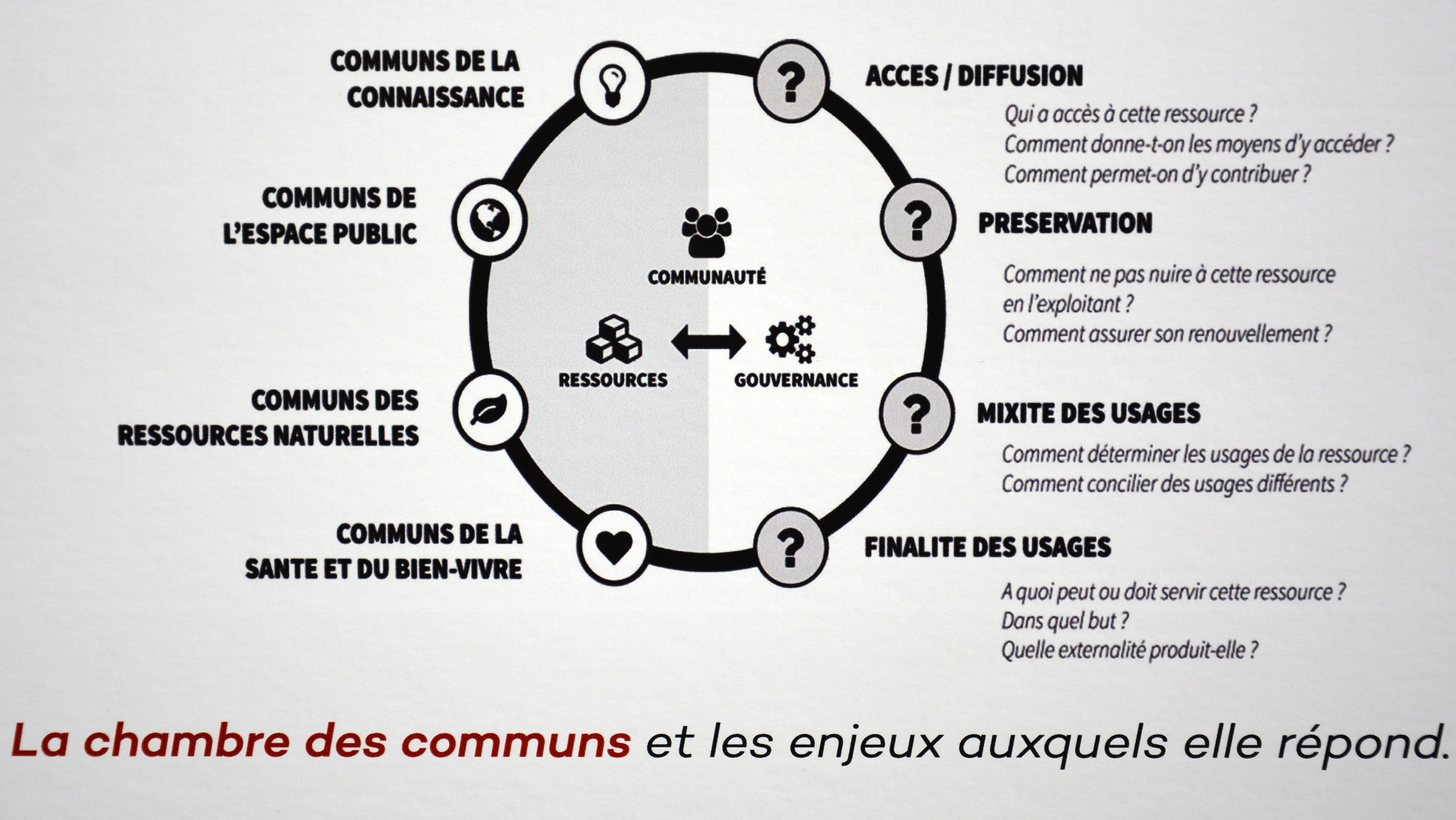
La Chambre des communs et ses enjeux

1. Animation de la communauté : elle passe par le travail de groupes en ligne, des événements thématiques locaux[3],[4]
2. Incubation et accélération de projets collaboratifs (rôle de « Do Tank » [5]) qui peuvent aussi passer par des ateliers et des événements de co-création sur les politiques publiques et les modèles économique[5].
3. formation/accompagnement (d'étudiants, de professionnels, d'entreprises, de collectivités) par un réseau mondial d'experts et via les groupes thématiques (transport, la fabrication, la nourriture, etc.) mis en place par l’ONG[5].

Ce phénomène regroupe selon l'association les mouvements suivants :
1. La consommation collaborative (la circulation transparente des produits et des services entre les individus à travers le partage, l'échange, le commerce, la location, l'emprunt ou le don, en favorisant l'accès sur la propriété, une meilleure optimisation des ressources et la réduction des déchets)[6] ;
2. La finance collaborative (« Crowdfunding, prêts entre particuliers, monnaies locales et complémentaires. Des pratiques qui permettent la circulation des capitaux entre les individus et permettent notamment de financer des projets créatifs, sociaux et entrepreneuriaux »)[6] ;
3. La gouvernance ouverte et horizontale (qui « propose une transformation des organisations, des services publics et de l'action civique. Parmi les principaux exemples, les plates-formes d’actions civiques, les budgets participatifs des institutions publiques, les initiatives gouvernementales ouvertes, les coopératives, les organisations horizontales, les do-ocraties et les mouvements holacratiques »)[6] ;
4. La conception ouverte et la fabrication distribuée ; Elles démocratisent le processus de conception, de production et de distribution de biens physiques en combinant la connaissance libre et ouverte avec des infrastructures distribuées. Ces mouvements s'appuient sur les outils, les espaces, les communautés et les place de marchés et sont alimentés et animés par le mouvement des makers, la culture du hacking et Do-It-Yourself (DIY)[6] ;
5. La connaissance ouverte et libre, qui permet à tous et chacun de librement produire et réutiliser des contenus disponibles (données, métadonnées, codes, plans, informations...) qui est notamment a base du principe du logiciel libre et de l'open science[6].